# Igrzyska Wspólnoty Narodów 2006
Igrzyska Wspólnoty Narodów 2006 odbyły się w Melbourne w Australii. Ceremonia otwarcia miała miejsce 15 marca, a zamknięcia 26 marca 2006 roku. Igrzyska Wspólnoty Narodów były największym sportowym wydarzeniem w Melbourne od czasu Letnich Igrzysk Olimpijskich 1956. Oficjalną maskotką igrzysk był Karak, wielki czarny ptak z żółtym dziobem. W igrzyskach wzięło udział ponad 4000 sportowców z 71 narodowych reprezentacji, z czego żadna nie zadebiutowała, co nie zdarzyło się dotąd ani razu. Zawodnicy wystartowali w 245 konkursach w 17 dyscyplinach sportowych. Motto igrzysk brzmiało: Zjednoczeni przez chwilę.

## Reprezentacje

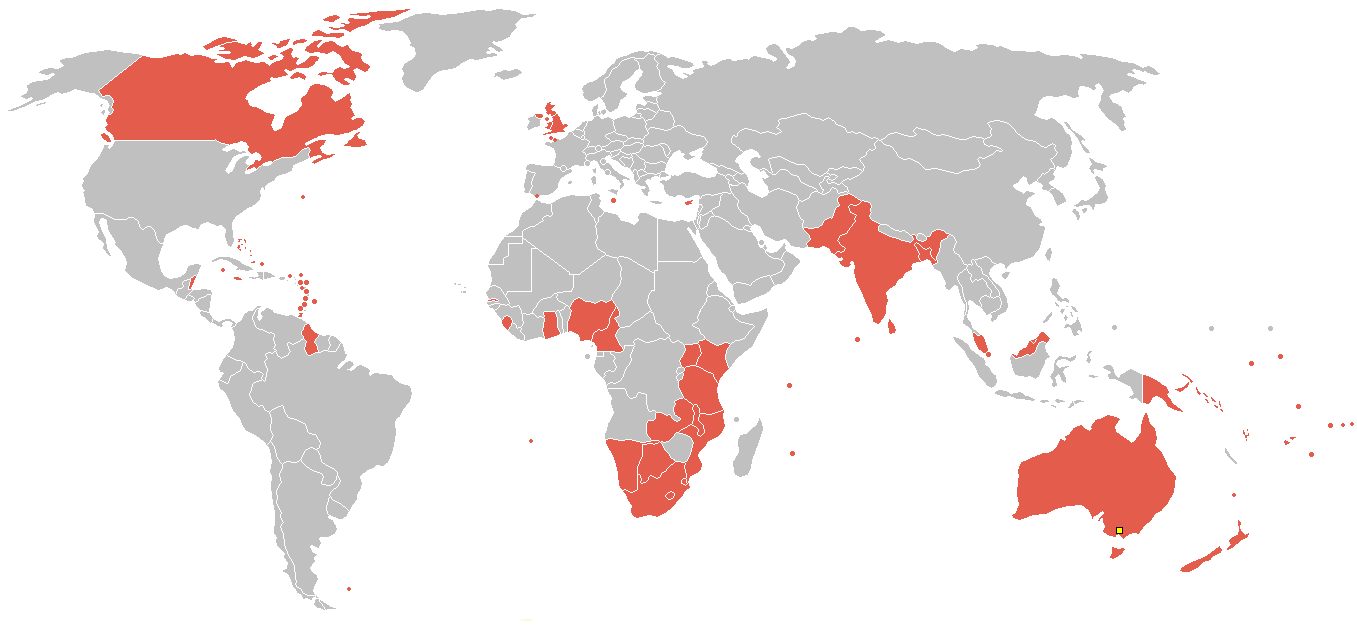
Państwa biorące udział w Igrzyskach Wspólnoty Narodów w 2006 roku

| - Anguilla (6) - Antigua i Barbuda (18) - Australia (312) - Bahamy (28) - Bangladesz (20) - Barbados (21) - Belize (8) - Bermudy (18) - Botswana (21) - Brytyjskie Wyspy Dziewicze (5) - Brunei (6) - Kamerun (29) - Kanada (254) - Kajmany (17) - Wyspy Cooka (32) - Cypr (43) - Dominika (6) - Anglia (348) - Falklandy (6) | - Fidżi (52) - Gambia (15) - Ghana (36) - Gibraltar (16) - Grenada (7) - Guernsey (28) - Gujana (21) - Indie (198) - Wyspa Man (27) - Jamajka (85) - Jersey (35) - Kenia (101) - Kiribati (15) - Lesotho (29) - Malawi (30) - Malezja (170) - Malediwy (13) - Malta (35) - Mauritius (50) | - Montserrat (3) - Mozambik (19) - Namibia (35) - Nauru (10) - Nowa Zelandia (249) - Nigeria (124) - Niue (33) - Norfolk (9) - Irlandia Północna (64) - Pakistan (53) - Papua-Nowa Gwinea (41) - Wyspa Świętej Heleny (4) - Saint Kitts i Nevis (2) - Saint Lucia (9) - Saint Vincent i Grenadyny (23) - Samoa (51) - Szkocja (166) - Seszele (22) - Sierra Leone (21) | - Singapur (63) - Wyspy Salomona (13) - Południowa Afryka (250) - Sri Lanka (75) - Suazi (15) - Tanzania (22) - Tonga (22) - Trynidad i Tobago (71) - Turks i Caicos (6) - Tuvalu (5) - Uganda (41) - Vanuatu (12) - Walia (143) - Zambia (23) |

## Dyscypliny
W czasie Igrzysk rozegrano 245 konkurencji w 17 dyscyplinach.
| - Sporty wodne - Pływanie (szczegóły) - Pływanie synchroniczne (szczegóły) - Skoki do wody (szczegóły) - Lekkoatletyka (szczegóły) - Badminton (szczegóły) - Koszykówka (szczegóły) - Boks (szczegóły) - Kolarstwo (szczegóły) - Kolarstwo górskie - Kolarstwo szosowe - Kolarstwo torowe | - Gimnastyka (szczegóły) - Gimnastyka artystyczna - Gimnastyka sportowa - Hokej na trawie (szczegóły) - Bowls (szczegóły) - Netball (szczegóły) - Rugby 7 (szczegóły) - Strzelectwo (szczegóły) - Squash (szczegóły) - Tenis stołowy (szczegóły) - Triathlon (szczegóły) - Podnoszenie ciężarów (szczegóły) |

## Klasyfikacja medalowa

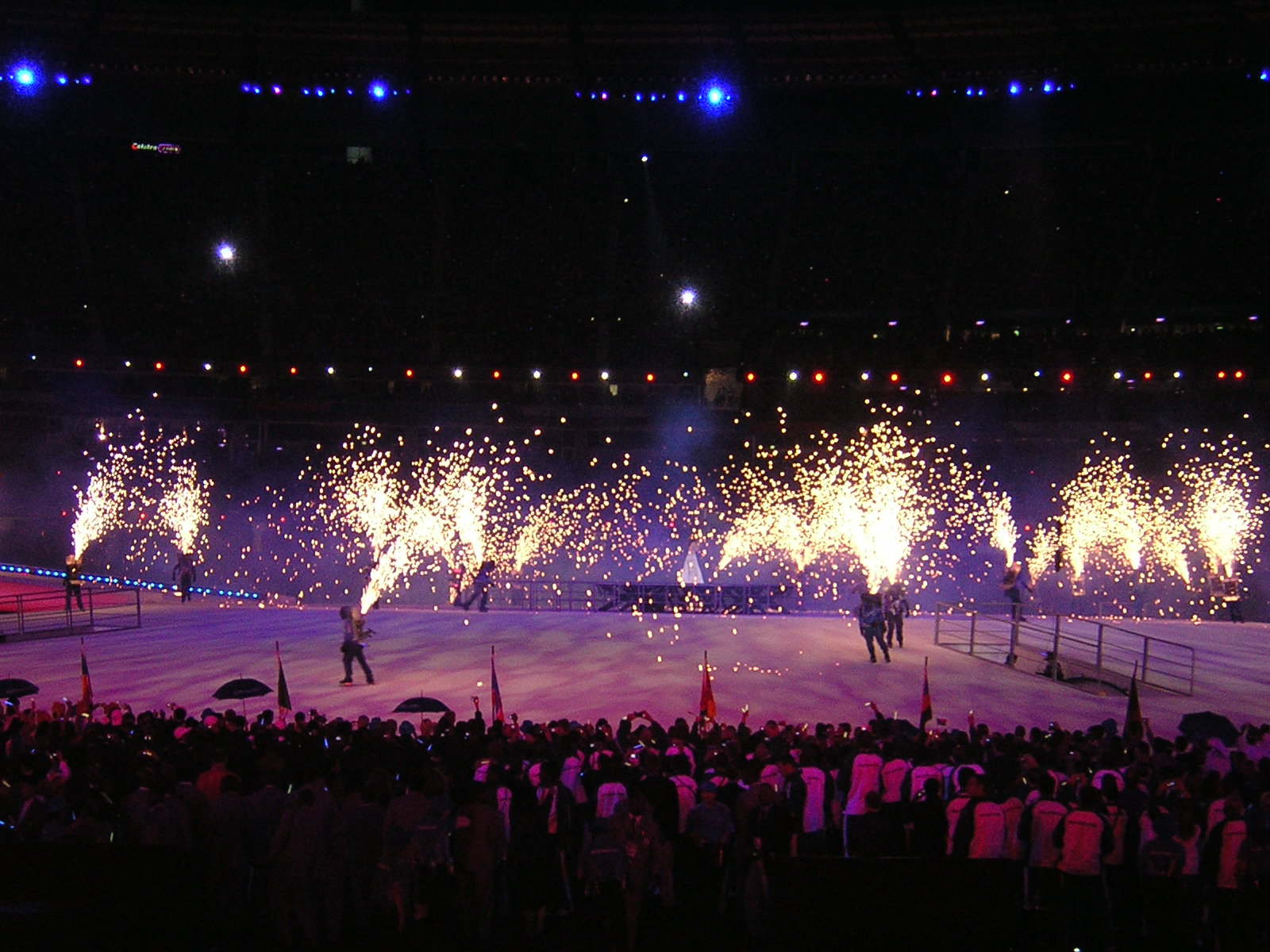
Ceremonia otwarcia Igrzysk Wspólnoty Narodów 2006

| Lp. | Państwo           | złoto | srebro | brąz | razem |
| --- | ----------------- | ----- | ------ | ---- | ----- |
| 1.  | Australia         | 84    | 69     | 69   | 222   |
| 2.  | Anglia            | 36    | 40     | 34   | 110   |
| 3.  | Kanada            | 26    | 29     | 31   | 86    |
| 4.  | Indie             | 22    | 17     | 11   | 50    |
| 5.  | Południowa Afryka | 12    | 13     | 13   | 38    |
| 6.  | Szkocja           | 11    | 7      | 11   | 29    |
| 7.  | Jamajka           | 10    | 4      | 8    | 22    |
| 8.  | Malezja           | 7     | 12     | 10   | 29    |
| 9.  | Nowa Zelandia     | 6     | 12     | 14   | 32    |
| 10. | Kenia             | 6     | 5      | 7    | 18    |